# 西尼亞夫卡 (埃米利奇涅區)
50°40′32″N 28°15′0″E / 50.67556°N 28.25000°E
西尼亞夫卡（烏克蘭語：Синявка），是烏克蘭北部的村莊，隸屬日托米爾州的茲維亞赫爾區。該村面積0.05平方公里，海拔高度231米，2001年人口17，人口密度每平方公里320.75人。